# Donje Krečane
Donje Krečane je naseljeno mjesto u sastavu općine Gradačac, Federacija Bosne i Hercegovine, BiH.

## Stanovništvo
| Donje Krečane      |              |
| godina popisa      | 1991.        |
| Srbi               | 249 (96,51%) |
| Hrvati             | 1 (0,39%)    |
| Muslimani          | 6 (2,32%)    |
| Jugoslaveni        | 1 (0,39%)    |
| ostali i nepoznato | 1 (0,39%)    |
| ukupno             | 258          |